# Programma protezione testimoni
Un programma protezione testimoni è un sistema di protezione dei testimoni e dei collaboratori di giustizia che abbiano subito delle minacce – prima, durante e dopo un processo - normalmente eseguito dagli organi di polizia.

## Descrizione generale
Mentre in alcuni casi la protezione è necessaria solo fino alla conclusione del processo, in altri casi al testimone viene fornita una nuova identità e la protezione del governo dura per tutta la vita. La protezione testimoni è normalmente richiesta nei processi a carico di organizzazioni criminali o nei casi di crimini di guerra.
Il programma protezione testimoni non è attuato in tutto il mondo. In alcuni Paesi si limita ad aumentare la normale protezione della polizia locale o a creare delle protezioni ad hoc.

## Nel mondo

### Canada
Il Canada ha istituito nel 1996 un proprio programma per la protezione dei testimoni.

### Repubblica della Cina (Taiwan)
Nel 2000 anche la Repubblica di Cina ha formalizzato un proprio programma nell'area di Taiwan.

### Italia
Il decreto legge 15 gennaio 1991, n. 8 - convertito in legge 15 marzo 1991  n. 82 - ha istituito nell'ambito del Dipartimento della pubblica sicurezza, il "Servizio centrale di protezione" che si occupa di fornire protezioni ai collaboratori di giustizia e ai testimoni di giustizia.

### Stati Uniti d'America
Negli Stati Uniti lo United States Federal Witness Protection Program è stato istituito nel 1970 dall'Organized Crime Control Act, gestito dallo U.S. Marshals Service.
L'FBI invece si preoccupa di fornire nuove identità ai testimoni chiave di un processo e ai loro familiari. Alcuni Stati, come la California, l'Illinois, il Connecticut e New York, hanno dei propri programmi di protezione testimoni per crimini non contemplati dal programma federale.